# 刘树芳
刘树芳（1892年6月—1952年6月）是北京动物园著名标本制作技师。
刘树芳是中国最早一批受过专门培训的标本制作技师，在长期的工作中，他创始了“北派标本制作技术”。刘树芳及其弟子与源自中国南方的标本唐家被人们称为动物标本制作领域的两大世家，人称“南唐北刘”。其特点是制作标本以写实为基，注重鸟类的常态，鸟类标本胸部比较丰满。
刘树芳1892年生于直隶省宛平县一个职员家庭，曾就读于清政府为旗人开设的旗学堂，后转入京师大学堂博物实习科学习，后调入清农工商部农事试验场（今北京动物园）。农事试验场筹建初期就设有标本陈列室，刘树芳在这里师从德国人勒克学习动物标本剥制技术，农事试验场所饲养的动物一旦死亡大多要交由标本室剥制标本，因而那时的标本室给了刘树芳充分的施展空间，可以让他学习演练标本制作技术。
1923年至1937年是刘树芳标本制作事业的第一个高峰期，在这期间刘家在西直门附近开设了“清黎阁制造标本处”在工暇制作标本贩售。时至今日，中国科学院动物研究所、北京师范大学、北京四中等众多教学科研单位还收藏有刘树芳当年剥制的动物标本。1937年后刘树芳离开了农事试验场，他的标本制作事业转入低谷。
1949年他携四子刘汝英重返北京动物园，他的事业进入了一个新的时期，1951年刘树芳主持了北京动物园亚洲象标本的剥制工作，这具亚洲象标本是中国历史上第一个巨型剥制标本，代表了当时标本剥制技术的顶峰。
除了剥制标本，刘树芳还投入很大精力在野生动物的饲养繁殖以及专门人才的教育上，他曾经长期在长白师范学院生物系和北京师范大学生物系担任讲师，讲授生物技术课。